# Bielorussia ai XX Giochi olimpici invernali
La Bielorussia ha partecipato ai XX Giochi olimpici invernali di Torino, che si sono svolti dal 10 al 26 febbraio 2006, con una delegazione di 28 atleti.

## Medaglie
| Sport     | Oro | Argento | Bronzo | Totale |
| --------- | --- | ------- | ------ | ------ |
| Freestyle | 0   | 1       | 0      | 1      |
| Totale    | 0   | 1       | 0      | 1      |

| Medaglia | Nome               | Sport     | Evento         |
| -------- | ------------------ | --------- | -------------- |
| Argento  | Dzmitryj Daščynski | Freestyle | Salti maschile |